# Bazilica Eufrasiană
Bazilica Eufrasiana este un monument istoric și de arhitectură din Poreč, Croația.